# Left Hand Solution
Left Hand Solution, svensk Doom metal/Goth metal grupp från Sundsvall/Nyköping. Innehåller medlemmar från The Kristet Utseende. Bandet har släppt skivorna Shadowdance (MASS CD-S 63, 1994), Fevered (MASS CD-74, 1996), Light Shines Black (Mass CD-84, 2001), Through the Mourning Woods (2019) och Dead of Winter (2021)
Left Hand Solution bildades 1991, släppte tre album, bland annat på Nuclear Blast och turnerade Europa, USA och Kanada och gjorde under 10 hektiska år stort intryck med sin högst egna version av Doom metal. Det rullade på bra men då hälften av bandet även spelade i allt mer framgångsrika The Kristet Utseende och familj, barn och resten av livet tog resten av tiden, gled bandet sakta in i overksamheten. Vad som gjorde LHS speciellt var deras kombination av hårda riff, nattsvarta vackra melodier och Mariana Frykmans mörka och särpräglade röst. De avvek tidigt från gällande metal-normer och som ett av de tidiga metalbanden med en kvinnlig vokalist har deras inflytande i stor utsträckning missats och först nu har deras betydelse uppmärksammats fullt ut.
2018 återförenades bandet med Mariana Frykman (sång), Erik Barthold (trummor), Jocke Mårdstam (gitarr) och Peter Selin (basgitarr). Året därpå släppte de albumet Through The Mourning Woods och uppföljaren Dead of Winter släpptes 2021.

## Medlemmar
Nuvarande medlemmar
- Jocke Mårdstam - gitarr (1991–1997, 2018–)
- Peter Selin – basgitarr (1992–2002, 2018–)
- Erik Barthold – trummor (1992–)
- Mariana Holmberg – sång (1995–)

Tidigare medlemmar
- Jörgen Fahlberg – sång, basgitarr (1991–1992)
- Liljan Liljekvist – trummor (1991–1992)
- Kicki Höijertz – sång (1992–1994)
- Janne Wiklund – gitarr (1997–2005)
- Robert Bergius – basgitarr (2004–2005)

Turnerande medlemmar
- Henrik Svensson – basgitarr (2001–2002)

## Diskografi
Demo
- Dwell (1992)
- Falling (1993)
- The Wounds of Bitterness (1995)

Studioalbum
- Fevered (1996)
- Light Shines Black (2001)
- Shadowdance Remastered, + 5 st bonuslåtar (2003)
- Through the Mourning Woods (2019)
- Dead of Winter (2021)

EP
- Shadowdance (1994)

Singlar
- Missionary Man (1999)
- First Day of Winter (2020)
- Jolene (2021)

Annat
Deltagande på samlingar och delade album
- Metal North (1993, delat album: Left Hand Solution / Unholy / Celeborn / Quicksand Dream / Toxic Waste)
- Call of the dark II (1999, delat album, Nuclear Blast)
- We're Only in it for the Money - 20 years of Massproduktion (1999, delat album)
- Beauty in Darkness vol 5 (2001, delad album, Nuclear Blast)
- Hell On Earth ... Hail To Misfits, Tribute Records, 1996
- Death ...Is Just The Beginning IV, Nuclear Blast, 1997
- Nuclear Blast Soundcheck - Series - Volume 10, Nuclear Blast, 1997
- 10 Years Nuclear Blast, Nuclear Blast, 1997
- Zillo Romantic Sounds 3, Zillo, 2001 
Videosamling (VHS)
- Beauty in Darkness vol 5 (2001, samling musikvideos, Nuclear Blast)